# Yume no Shizuku, Kin no Torikago
Yume no Shizuku, Kin no Torikago (夢の雫、黄金の鳥籠?) è un manga scritto e disegnato da Chie Shinohara e serializzato sulla rivista Petit Comic a partire dal 2010.
La storia ripercorre la vita di Roxelana, concubina e moglie dell'imperatore ottomano Solimano il Magnifico ed è caratterizzato da una inconsueta ambientazione nel XVI secolo nelle terre dell'Impero ottomano.
Nel 2012 il manga è rientrato nella classifica Kono Manga ga Sugoi! al 20º posto tra i manga preferiti delle lettrici nipponiche.
Con quasi 67 000 copie del primo volumetto vendute fino al 18 settembre 2011, la serie si è posizionata al 16º posto della classifica Oricon.
Il quarto tankobon ha scalato la classifica nel settembre 2013 vendendo ben 150.325 posizionandosi sul podio al 3º posto.

## Trama
La vicenda inizia in un villaggio della campagna ucraina dove vive la protagonista, la giovane Alexandra detta Sasha. Durante un'incursione di tartari la ragazza viene rapita insieme ad altre donne per essere venduta al mercato degli schiavi di Caffa e qui acquistata da Mateus Lascaris e tratta presso la capitale ottomana di Istanbul.
Mateus promette di dare ad Alexandra i mezzi per conquistarsi la sua libertà e la istruisce nelle arti assumendo per lei precettori e insegnanti di lingue, letteratura, danza, canto ecc.
Con il passare del tempo Sasha sviluppa dei sentimenti verso Mateus fino a quando scopre che tutta la sua dedizione scaturisce dal desiderio di dare la ragazza in dono al sultano e intimo amico Solimano, Mateus è infatti il visir della corte e il suo nome è Pargali Ibrahim Pasha, la sua intenzione è quella di cementare con un apprezzato dono di una schiava esotica la sua influenza a corte, sfruttando però anche i benefici che si possono ottenere da avere un'alleata nell'harem e un'altra persona che influenzi l'imperatore.
La scoperta delle intenzioni dell'uomo di cui è innamorata provoca in Sasha una profonda delusione e la ragazza si ripromette di riuscire ugualmente a riottenere la propria libertà promessale da Mateus grazie alla sua sola forza, ma per ottenere ciò deve diventare la favorita del sultano, assecondando perciò le macchinazioni del padrone e la delusione subita.
Nell'harem di Solimano Sasha acquisisce il suo nuovo nome di corte Hurrem e inizia ad ambientarsi nel nuovo mondo, scoprendone le dinamiche e l'eterna rivalità tra le ragazze che competono tutta la vita per diventare la favorita del sultano e ambiscono a dargli un figlio ed erede al trono.
All'arrivo di Sasha presso la corte, la favorita è la concubina Mahidevran, conosciuta anche come Gulbahar,madre dell'erede al trono Mustafa, che vede subito nella nuova arrivata una pericolosa rivale per la propria posizione politica, specialmente dopo che Solimano inizia a manifestare verso Hurren una certa predilezione mettendo la favorita in secondo piano.